# Цветок тысячи и одной ночи
«Цвето́к ты́сячи и одно́й но́чи» (итал. Il Fiore Delle Mille E Una Notte) — фильм Пьера Паоло Пазолини 1974 года по мотивам сказок арабской и персидской литературы. Третья часть так называемой «Трилогии жизни», в которую, кроме него, входят «Декамерон» (1971) и «Кентерберийские рассказы» (1972).
Восточная сказка о любви, хитрости, жестокости и природе человека. История вертится вокруг парня Нуреддина и его возлюбленной и рабыни Зумурруд: на их пути они узнают из книг или от повстречавшихся людей необыкновенные истории о невесте Азизе и женихе Азизе, который уходит к другой, к царевне Будур; о принцессах, магах и волшебницах.
Фильм снят в живописнейших местах Йемена, Ирана, Эфиопии и Непала, в том числе внутри памятника Всемирного наследия ЮНЕСКО — в городе Шибаме.

## Сюжет
Фильм состоит из 15 сцен:
- Лунная дева (Йемен): Девушка-рабыня Зумурруд выставлена на торги посреди рынка. Её нынешний владелец позволил ей самой выбрать себе нового хозяина. Желающие один за другим повышают ставки, предлагая за неё всё больше и больше золотых динаров, но она отказывает каждому, попутно высмеивая их, в том числе за импотенцию. Когда она замечает в толпе молоденького Нуреддина, то объявляет, что продастся лишь ему. При этом она сама отдаёт ему кошелёк с необходимой для покупки суммой. Когда он приводит её к себе домой, она учит его, как вступать в близость с женщинами.
- Сказка от Зумурруд (Эфиопия): Зумурруд ночью рассказывает первую сказку-в-сказке: речь идёт о придворном поэте-гомосексуалисте Сиуме. Сцена основана на лирике Абу Нуваса. Царь из кустов замечает женщину, омывающуюся обнажённой в реке, но спешит во дворец и не может полюбоваться до конца. Он просит Сиума сложить экспромтом стих об этом случае. Затем Сиум направляется в город, где склоняет трёх юнцов к участию в оргии с ним. После этого царь и женщина, которую он видел на реке, встречают симпатичных девушку и парня и усыпляют их наркотическим веществом, оставляют их одних нагишом по разным сторонам внутри одного шатра. При этом царь с женщиной заключают пари: они спорят о том, кто из усыплённых красивее, и решают так, что тот из них, кто, проснувшись, влюбится в другого — менее красив. Будят молодых они по очереди, и каждый при пробуждении заметив спящего рядом человека, возбуждается и ложится рядом, прижимаясь всем телом к обнажённому спящему. В итоге царь и женщина соглашаются, что они оба проиграли, так как молодые понравились друг другу взаимно. Пока Зумурруд рассказывала эту сказку, она сплела ковёр и утром она просит Нуреддина снести ковёр на рынок и продать. Но под угрозой расставания запрещает продавать его голубоглазому светловолосому чужеземцу. На рынке один мудрый покупатель просит продать ему не высочайшего качества ковёр, а рабыню, которая его соткала. Нуреддин отказывается, но не может устоять перед самым лучшим предложением, поступившим именно от голубоглазого светловолосого чужеземца. Чужеземец следует за Нуреддином по пятам и у входа в дом просит угостить его едой. Во дворике дома он усыпляет Нуреддина неспелым бананом и уносит из дома рабыню Зумурруд. Чужеземец относит рабыню тому самому покупателю, который хотел купить рабыню вместо ковра. Именно его Зумурруд высмеяла за импотенцию накануне на этом самом рынке, за это он и бьёт её кнутом и запирает в своей башне.
- Нуреддин в поисках рабыни (Йемен): Нуреддин расстроен, не находя Зумурруд в доме. Богатая путница предлагает ему помощь в обмен на страстные ласки. Она выпытывает у горожан о местонахождении украденной рабыни и советует Нуреддину подойти к воротам похитителя, когда тот уснёт. Путница даже договорилась с Зумурруд, что как только Нуреддин свистнет, та перепрыгнет через стену и сбежит с ним из заточения. Ублажив путницу, глубокой ночью он приходит к воротам, свистит, но ничего не происходит и Нуреддин засыпает на улице. Мимо проходит курд, снимает со спящего тюрбан и забирает его кошелёк. В этот самый момент Зумурруд кричит Нуреддину с вершины стены, что она его любит и пусть он поможет ей спуститься. Она садится курду на плечи и велит бежать быстрее отсюда, в темноте путая курда с Нуреддином из-за тюрбана. По дороге по неприятному запаху Зумурруд понимает, что ошиблась, но курд держит её крепко и приносит в убежище 40 разбойников, где она должна будет ублажить каждого. Пока курд созывает всех разбойников на оргию в убежище, её связывают и сажают на цепь, но на следующий день ей хитростью и лаской удаётся освободиться и отправиться в пустыню на лошади и в одежде всадника, убитого разбойниками.
- Коронованный царь (Иран): странствуя по пустыне, Зумурруд приходит в хорошо укреплённый город, где у ворот её встречает толпа народа. Она называет себя солдатом по имени Уардан. Граждане, приняв её за мужчину, рассказывают ей о своём обычае: когда их царь умирает, не оставив преемника, они выходят к городским воротам и коронуют первого путника, который приедет к ним в город. Этим путником и оказался «Уардан». На коронации Зумурруд также наделили невестой. В первую брачную ночь Зумурруд раскрывает своей «невесте» свой секрет, чем очень веселит девушку, которая обещает хранить его в тайне. Чтобы отыскать Нуреддина, Зумурруд-Уардан объявляет великий праздник, на который созывает людей из соседних стран. По очереди этот город посещают и курд, и голубоглазый светловолосый чужеземец. Они пытаются покушать из одного и того же блюда риса на пиршестве, когда их замечает проходящий мимо «Уардан», приказывающий схватить и казнить обоих через распятие на кресте. Люди, сидящие на пиру рядом с этим блюдом риса, не зная истинную причину казни, полагают причиной проклятие, лежащее на этом блюде с рисом.
- Сон (Иран): Сцена основана на истории о носильщике и трёх багдадских девах из Девятой ночи Шехрезады. Женщина на рынке принимает Нуреддина за носильщика и нанимает его донести ей яства с рынка домой, где она живёт с двумя сёстрами. В доме они садятся за стол, и женщина начинает читать сказки. В одной из них царица Дунья видит сон о голубке, помогающей своему дружку-голубю спастись из силка. Затем наоборот голубку ловят в силок, но голубь-дружок бросает её и улетает, не спасая. Дунья объясняет этот сон вечной неверностью мужчин и навсегда зарекается от брака.
- Азиз и Азиза (Йемен): Дунья подбирает книгу и узнаёт из неё одну сказку, основанную на Сто двенадцатой ночи Шехрезады. В ней Азиз рассказывает повстречавшемуся ему царевичу Таджи о своей жизни. Он был помолвлен на своей двоюродной сестре Азизе, но в день свадьбы по пути в дом невесты его отвлекает своим взглядом таинственная женщина в окне. Он садится караулить её под этим окном, где проводит весь день и всю ночь. Наутро женщина появляется снова, делает ему загадочные жесты и бросает ему вышитый платок. Он бежит к Азизе и рассказывает о случившемся. За неявку Азиза на свадьбу родители Азизы переносят свадьбу на 1 год, но Азиз весь поглощён мыслями о незнакомке. Азиза помогает двоюродному брату расшифровать жесты той женщины и диктует ему стихи, которые нужно прочитать женщине. Дело доходит до приглашения в шатёр за городом, куда Азиз должен явиться ночью.
- Любовь правит мной (Йемен): Азиз приходит в шатёр, пьёт вино, много кушает и засыпает от насыщения и опьянения. Незнакомка делает ему знак, что если в следующий раз он снова поступит столь безрассудно, он будет убит. Азиза кормит его дома и укладывает его спать днём, чтобы ему не хотелось спать ночью. Следующей ночью Азиз, сытый и выспавшийся, возвращается в шатёр и ничего не ест и не пьёт в нём. Позднее появляется женщина по имени Будур, с которой они вступают в межполовую близость. Азиз перед уходом вспоминает стихи, которые Азиза велела ему прочитать женщине. Будур зачитывает ему стихи в ответ. Он возвращается к Азизе, которая от печали взобралась на крышу, но Азиз не обращает внимания на её эмоции и потребности. Он лишь просит её расшифровать смысл произнесённых Будур стихов. Азиза вновь говорит Азизу, какие стихи произнести в ответ Будур. На следующую ночь они с Будур экспериментируют с чувственными наслаждениями и символически используют стрелу с наконечником в форме фаллоса, запуская её во влагалище Будур из лука. Наутро Азиз одухотворённым возвращается к Азизе, найдя её в печали. Она просит передать Будур стих о том, что она собирается умереть. Бесчувственный Азиз, увлечённый игрой в пересказ стихов, зачитывает стих Будур следующей ночью, на что Будур отвечает искренним отвращением. Она заявляет, что та, что передала ему этот стих, очень любила его и сейчас, вероятно, уже мертва. Будур велит Азизу посетить могилу погибшей, что он и выполняет со всей покорностью, но не осознаёт своей вины в этом.
- Страдай за то, что заставил её страдать (Йемен): Азиз возвращается к Будур на следующий день, но та сильно опечалена. Она даёт ему крупную сумму денег на постройку памятника в честь Азизы, однако, Азиз тратит все деньги на алкоголь. После посещения трактира его похищает молодая женщина во главе головорезов. Женщина приказывает ему жениться на ней, иначе Будур убьёт его, узнав о его растрате. Он проводит год с этой женщиной и становится отцом её ребёнка, но однажды, под предлогом визита к своей матери сбегает из дома женщины. Вместо матери Азиз устремляется к Будур, которую он находит сидящей рядом со своим шатром. Он спрашивает Будур, отчего она сидит там в одиночестве. Она отвечает, что она просидела так целый год, что его не было, не сдвинувшись ни на пядь, всё ожидая его возвращения. Азиз рассказывает ей, что он теперь женатый человек, отец ребёнка, и Будур отвечает, что он теперь ей не нужен. Однако она не позволит и другим любить его и поэтому призывает своих служанок окружить его и прихватить с собой клинки. Он от страха смерти вновь читает последний стих, произнесённый Азизой, и это спасает ему жизнь, так как Будур смягчается: вместо того, чтобы убить его, она приказывает служанкам кастрировать его, отрезав мошонку. Азиз возвращается домой, где мать Азиза передаёт ему сообщение от погибшей Азизы: платок, который Будур когда-то бросила ему из окна, на самом деле вышит женщиной по имени царица Дунья. На этом рассказ Азиза царевичу Таджи о своей жизни завершается. Однако царевич очень заинтересовался царицей Дуньей: он возгорел желанием встретиться с ней и влюбился в неё лишь по упоминанию в рассказе.
- Сад (Йемен): Вдвоём они приезжают в город, где царица Дунья живёт затворницей в своём дворце, дав обет безбрачия. Они просят садовника пустить их осмотреть царицын сад. Садовник рассказывает им, что царица Дунья видела сон о голубке, которая была предана своим дружком-голубем, и после этого царица зареклась иметь дело с мужчинами. Царевич и Азиз решают встретиться с ней, притворившись художниками, желающими расписать беседку в царицыном саду. Они решают нанять двух настоящих художников, чтобы находиться в саду под прикрытием и выполнять роспись. Царевич предлагает нищенствующим художникам семь динаров за работу, но они отказываются. Тогда он предлагает им восемь, девять динаров — но ответ всё тот же. Однако они соглашаются выполнить работу за один динар, так как соблюдают принципы аскетизма.
- Сказка о художнике (Непал): Мужчины-аскеты в разгаре росписи беседки в саду. Царевич Таджи просит одного из них рассказать о себе. Тот соглашается и рассказывает, что некогда он был царевичем Шахземаном, которому единственному удалось выжить после нападения на его караван головорезов: он обмазался кровью своих убитых помощников и притворился мёртвым. Когда головорезы ушли с награбленным, он вскочил и побежал к ближайшему городу в укрытие. Там он просил дать ему работу, поскольку имел глубокие познания в философии, науке, астрономии, медицине и правоведении. Однако ему ответили, что эти профессии не ценятся в том городе, и предложили ему стать плотником.
- Царевич Шахземан (Непал): сцена основана на второй сказке дервиша из Двенадцатой и Тринадцатой ночей Шехрезады. Царевич Шахземан со свитой атакован в пути, но он обмазывается кровью и притворяется мёртвым. в ближайшем городе он устраивается на руботу плотником и случайно под одним из деревьев в оазисе находит потайной люк в подземную комнату. Он забирается в комнату, где находит обнажённую красотку, которую насильно удерживает там джинн. Красотка рассказывает царевичу, что она дочь местного царя и что джинн посещает её лишь раз в десять дней или когда она ударит ладонью по золотой скрижали над кроватью, что означало бы, что она хочет его видеть. Царевич спит с узницей и в пылу блаженства заявляет, что освободит её от джинна. Против её воли он ударяет в золотую скрижаль над кроватью, чтобы вызвать и убить джинна. Потеряв весь свой пыл, он в спешке убегает от появившегося джинна, даже забыв в комнате свои дорогие башмаки. Узница пытается объяснить джинну произошедшее лишь случайным происшествием, но джинн понимает, что она только что имела физическую близость с мужчиной и отправляется в город разузнавать о владельце башмаков. Однажды он приходит в дом плотников, где его соседи выдают бывшего царевича и подтверждают, что это его башмаки. Джин, обрадовавшись находке, хватает царевича и уносит по воздуху в свою подземную комнату. Там он предлагает царевичу убить узницу мечом, но царевич боится сделать это и отрицает своё знакомство с ней. Тогда джинн просит узницу-царевну убить царевича, но она также отказывается. Рассердившись и понимая, что ни один из них не признается, джинн собственноручно расчленяет девушку мечом и выгоняет царевича, но в знак наказания превращает его при этом в обезьяну. Обезьяну подбирают путники и берут с собой на корабль в неведении, что это на самом деле человек. Путники веселятся, когда обнаруживают, что их обезьяна умеет писать стихи вязью по-арабски. Путники пристают к берегу и направляются с этими стихами, писанными обезьяной, к местному царю. Царь восхищается афоризмами, изложенными на бумаге, и требует привести к нему автора этих строк. Объявляется торжество в честь обезьяны. Её обряжают в дорогие ткани и несут в паланкине к царю. Дочь царя, искушённая в колдовстве, сразу понимает, что перед ними человек, дав обезьяне прежнее человеческое обличье, правда, пожертвовав собственной жизнью и сгоревшей заживо. Царь, разрешивший ей такой самоотверженный поступок, хочет преподнести царевичу-обезьяне дорогой подарок, но царевич Шахземан благодарит царя за жертву его дочери и говорит, что хочет просто вернуться в свою страну.
- Сказка о Юнане (Непал): Сцена основана на третьей сказке дервишей в Четырнадцатой и Пятнадцатой ночах Шехрезады. На Дальнем Востоке в согласии со своим отцом живёт царевич Юнан. Юнан решает отправиться в путешествие на острова, что были во владении своего отца, но корабль тонет в бурю из-за «магнитной горы», которая притягивает к себе суда. Юнан выживает после крушения. Он слышит голос, что велит ему выкопать лук и стрелу из песка и выстрелить в каменную статую воина, охраняющего проклятый талисман, вживлённый в вершину этой горы. Он делает всё по инструкции — и весь остров погружается в пучину морскую. Юнан выживает и на деревянной доске доплывает до суши.
- Комната в песке (Иран): Юнан доплывет до соседнего острова, где становится свидетелем отплытия судна. Он хочет попасть на борт, но уже слишком поздно. На острове он замечает люк в песке, ведущий в подземную комнату. Внутри он встречает мальчика. Мальчик представляется сыном местного царя, который был помещён отцом на отдалённый остров с целью избежать смерти от руки слепого царевича Юнана, разрушившего идола на вершине горы,— смерти, которую ему посулила прорицательница. Юнан утверждает, что совсем не собирается его убивать, даже наоборот — будет защищать его. С тех пор они стали друзьями, стали принимать ванны вместе, спать в одной постели. Однако однажды ночью Юнан в припадке лунатизма встал с кровати и взял кинжал. Затем он заколол кинжалом спящего мальчика и лёг рядом. Концовка сцены отличается от сказки дервишей тем, что в книге Юнан случайно заколол мальчика кинжалом при очистке лимона.
- Пробуждение ото сна (Иран): Сцена также основана на сказке о носильщике из Девятой ночи Шехрезады. Нуреддин веселится нагишом в купальне с тремя сёстрами. Они заметно навеселе и активно ласкают друг друга. По очереди девушки спрашивают Нуреддина, как следует называть влагалища каждой из них. Он отвечает, но всегда ошибается. По словам девушек оказывается, что их следует именовать «душистой луговой травой», «сладким гранатом» и «трактиром со вкусной едой». Тогда он спрашивает девушек, как следует называть его половой член, на что ни одна из них не даёт правильного ответа, которым оказывается «ослик, пасущийся на душистой луговой траве, вкушающий сладкий гранат и ночующий в трактире со вкусной едой». После этого Нуреддин вдруг просыпается возле дома трёх сестёр и вспоминает, что ему нужно найти Зумурруд.
- Нуреддин и Зумурруд (Иран): Нуреддин приходит в город, где правит «Уардан». Он подходит к блюду с рисом, из которого до этого брали рис курд и голубоглазый светловолосый чужестранец. Люди сидящие рядом, предостерегают его касаться этого риса, так как он проклят: того, кто дотронется и вкусит его, тут же схватят солдаты и уведут за город, где распнут на кресте. Почти так и происходит, так как проходящий мимо Уардан-Зумурруд узнаёт Нуреддина и велит солдатам схватить его, но привести не за город для казни, а в личные царские покои. Зумурруд в обличье царя велит Нуреддину лечь на царское ложе на живот, спустить набедренную повязку и ни в коем случае не глядеть на царя. Нуреддин отказывается от анального проникновения, но «Уардан» грозит ему казнью в случае ослушания. Тогда «Уардан» подходит к Нуреддину и велит потрогать его за гениталии. Нуреддин понимает, что царь на самом деле — женщина, а повернувшись к ней, с радостью обнаруживает, что перед ним — Зумурруд, чем очень веселит её.

### Структура сценария
- Нуреддин и Зумурруд знакомятся
  - Поэт Сиум и три юнца (сказка-в-сказке)
  - Царь Харун, царица Зеуди и молодые обнажённые (сказка-в-сказке)
- Зумурруд попадает к разбойникам, а затем становится царём Уарданом
- Мунис читает Нуреддину сказку о царице Дунье и царевиче Таджи
  - Таджи встречает Азиза (сказка-в-сказке)
    - Азиз рассказывает о своей жизни с Азизой и Будур (сказка-в-сказке-в-сказке)

  - Таджи слушает сказки Шахземана и Юнана, которые украшают своды беседки в саду царицы Дуньи (сказка-в-сказке)
    - Сказка Шахземана (сказка-в-сказке-в-сказке)
    - Сказка Юнана (сказка-в-сказке-в-сказке)

  - Царица Дунья нарушает обет безбрачия и ублажает царевича Таджи
- Мунис развлекается с Нуреддином и сёстрами в саду
- Нуреддин и Зумурруд находят друг друга

## В ролях
в порядке появления на экране
- Инес Пелегрини — Зумурруд
- Франко Мерли — Нуреддин
- Зеуди Бьязоло — царица Зеуди (женщина, омывавшаяся в реке)
- Элизабетта Дженовезе — Мунис, одна из трёх сестёр
- Франческо Паоло Говернале — царевич Таджи
- Нинетто Даволи — Азиз
- Маргарет Клементи — мать Азиза
- Тесса Буше — Азиза
- Луиджина Рокки — царевна Будур
- Абадит Гидей — царица Дунья
- Альберто Арджентино — Шахземан
- Сальваторе Сапьенца — царевич Юнан
- Барбара Гранди — царевна, истязаемая Демоном
- Франко Читти — Демон
- Франселиз Ноэль
- Али Абдула
- Кристиан Аленьи

## Места съёмок
Съмки велись в Иране, ЙАР и НДРЙ (Йемен), в Эритрее и Эфиопии, а также в Непале.

### Эфиопия
Сказка о Сиуме, которую читает Зумурруд, снималась в Эфиопии (до её разделения на Эфиопию и Эритрею в обеих частях страны) с участием местных эфиопских актёров, имена которых не указали в титрах. Некоторые интерьерные сцены снимались на студии Cristaldi в Риме.

### Йемен

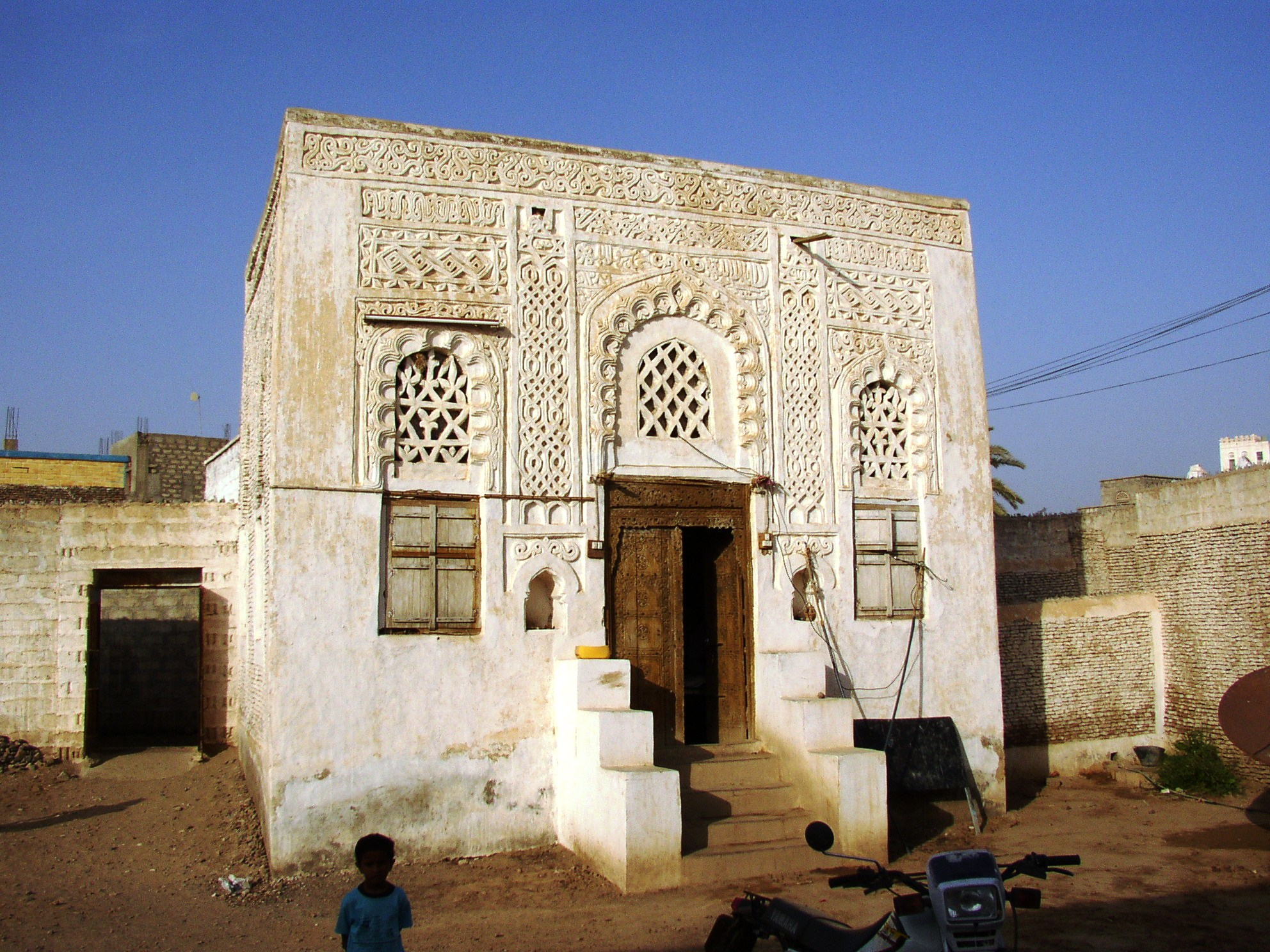
Забид
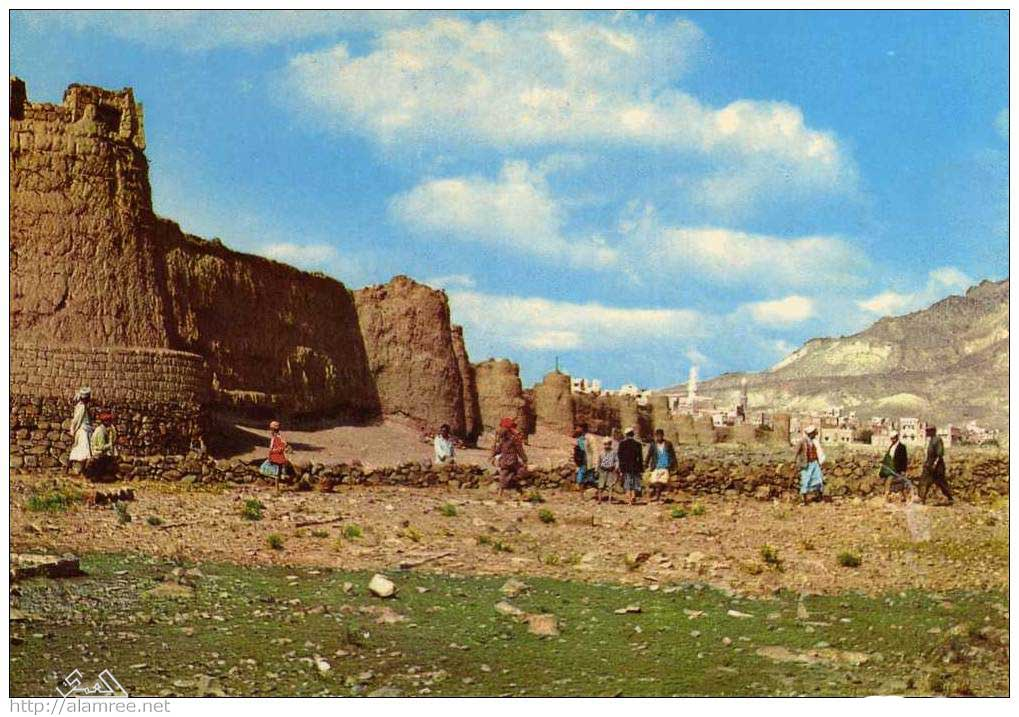
Крепостные стены Саны
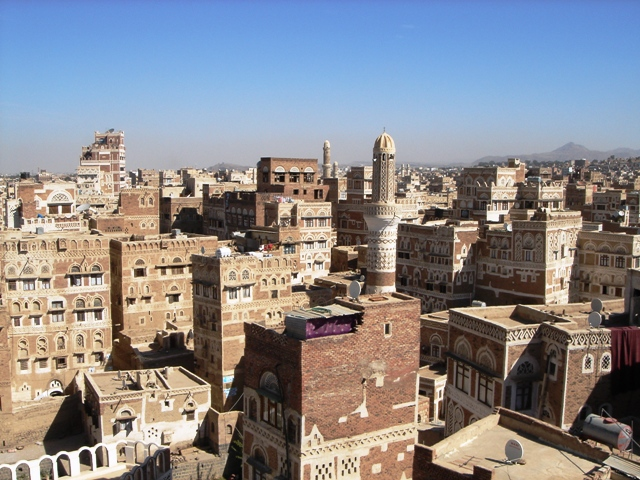
Сана
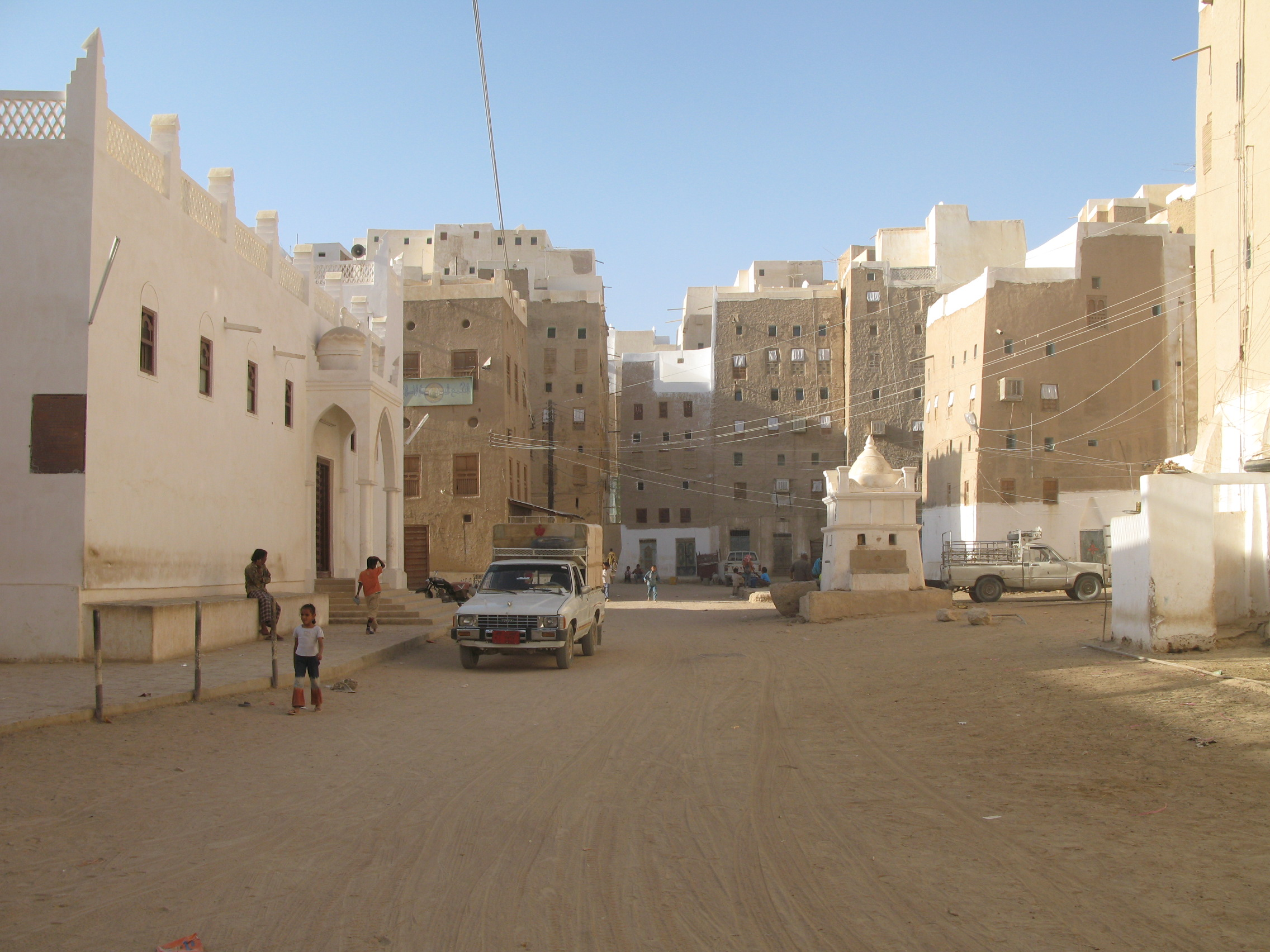
Шибам
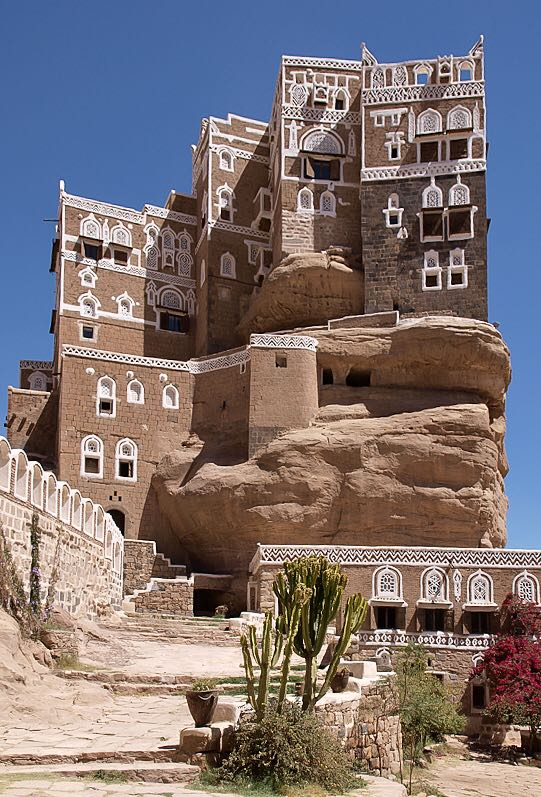
Дар аль-Хаджар
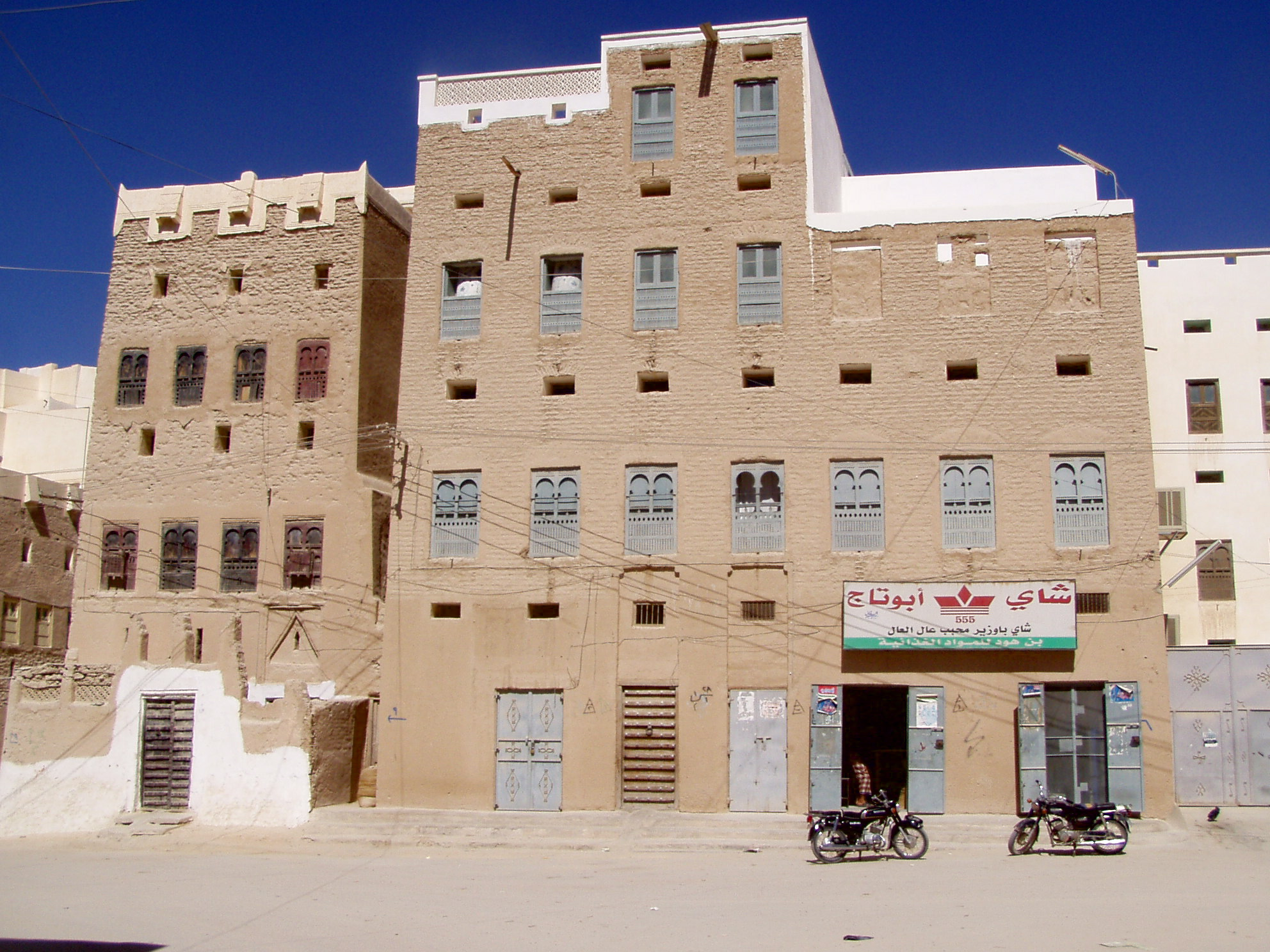
Сейюн

Сцена на рынке в начале фильма снята в йеменском крупном городе Таизе. Дом Нуреддина, откуда голубоглазый светловолосый чужестранец похитил Зумурруд, находится в Забиде. Пазолини жил в этих городах некоторое время лично. Ворота пустынного города, к которым Зумурруд подъезжает в облике «Уардана», снимались в Сане́, также как и сказка об Азизе и Азизе.
Дворец царевны Дуньи — это дворец Дер эль-Хеджер в Йемене.
Наслаждения трёх сестёр с Нуреддином в купальне снимались в Шибаме.
После нападения в пустыне царевич Шахземан окровавленным приходит в сейюнский дом.

#### Иран

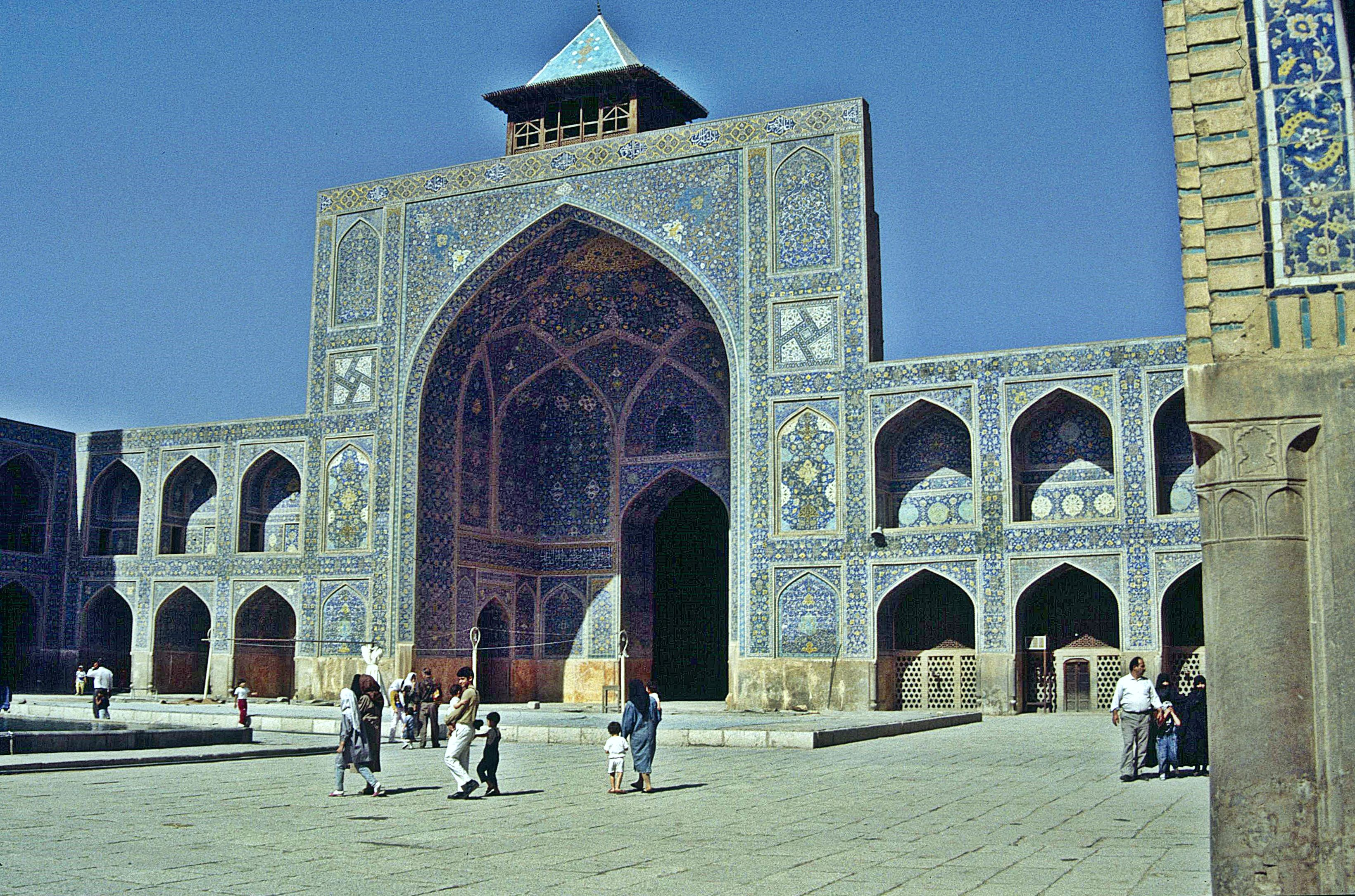
Мечеть Имама
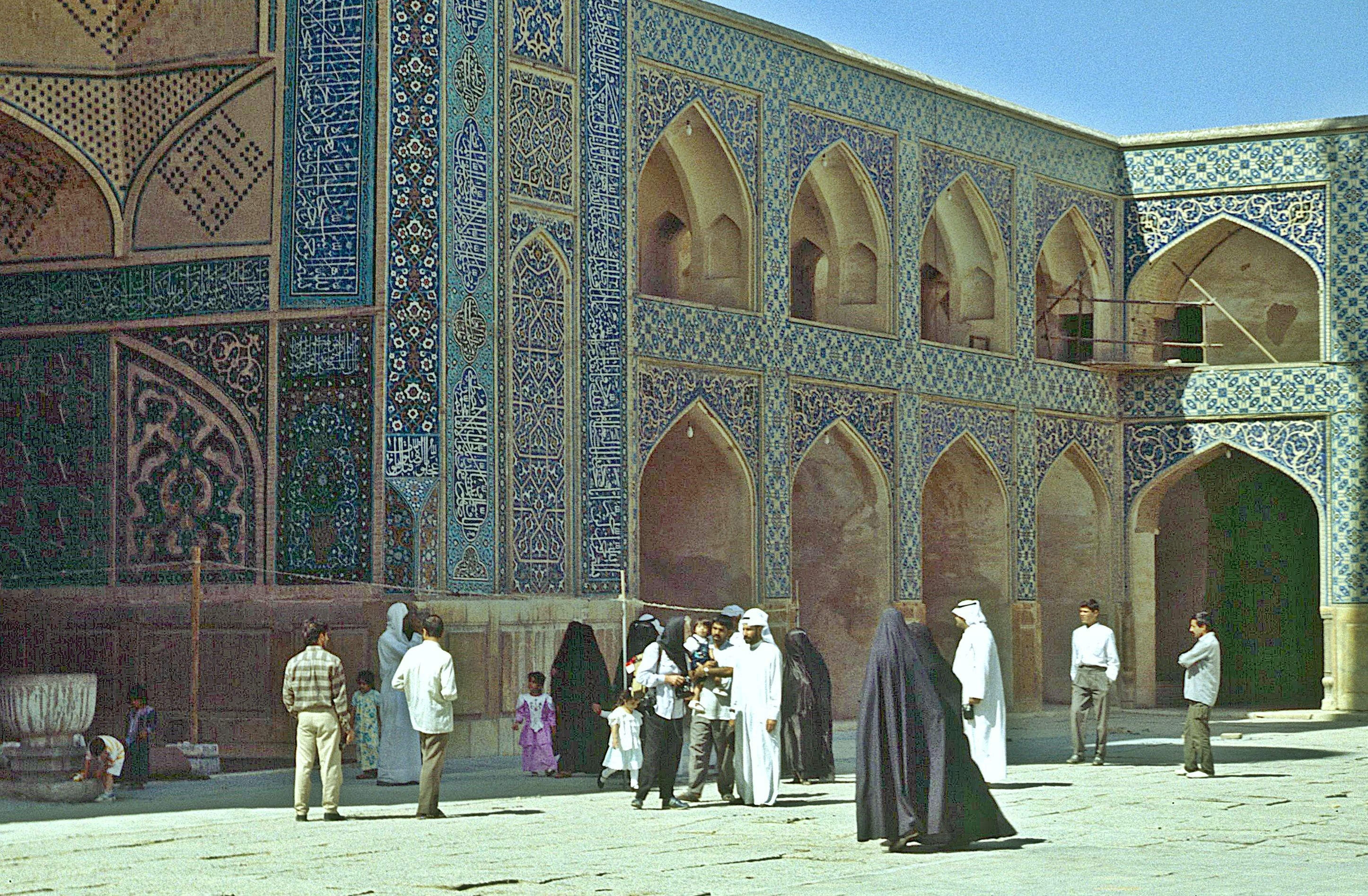
Масджид-и Джами (Пятничная мечеть)
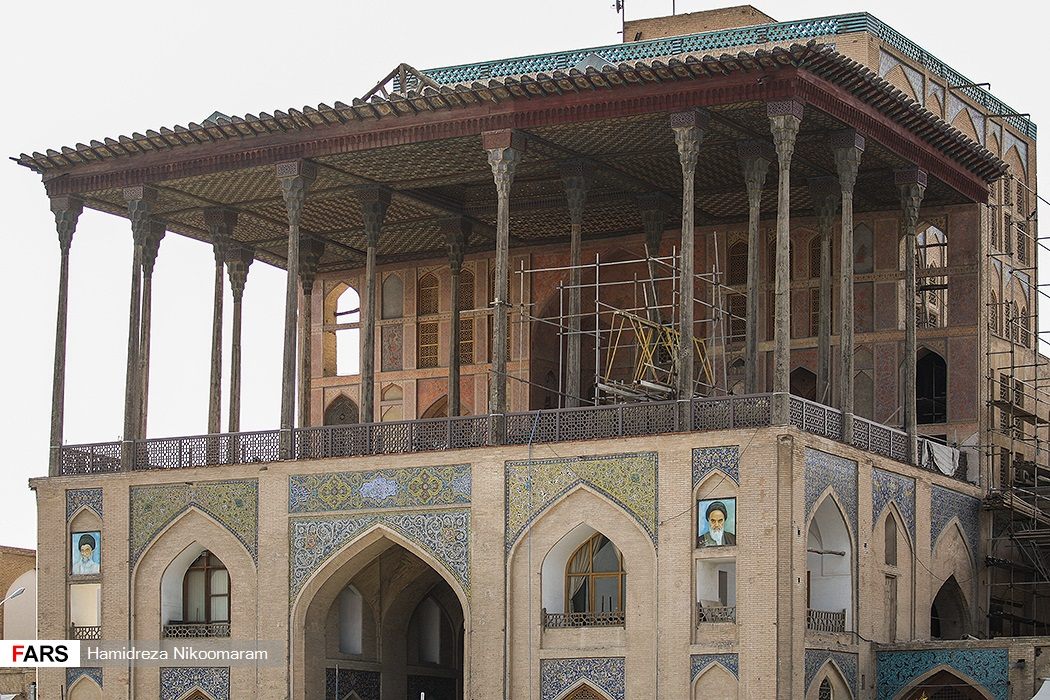
Балкон Али-Капу
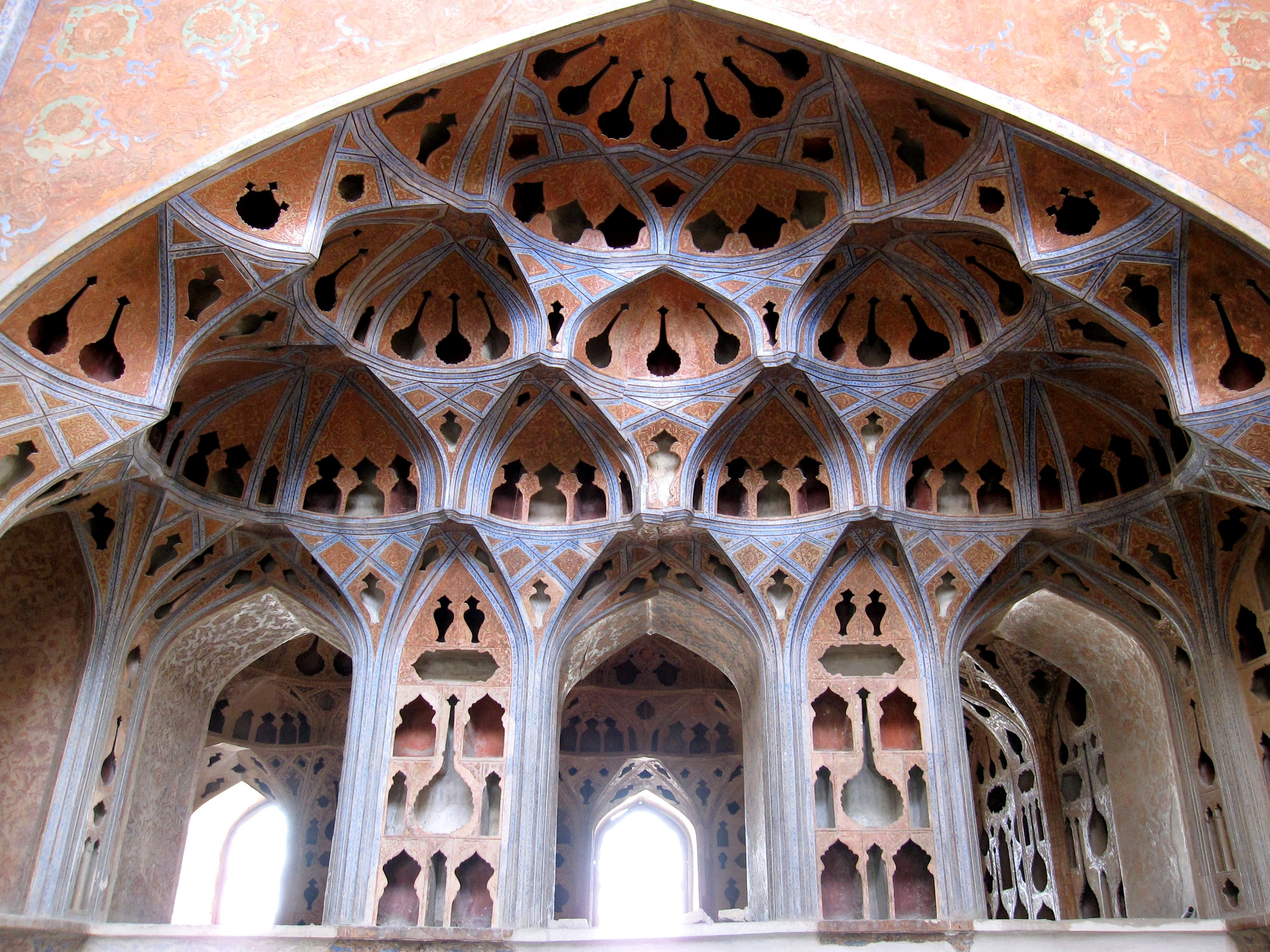
Музыкальный зал Али-Капу
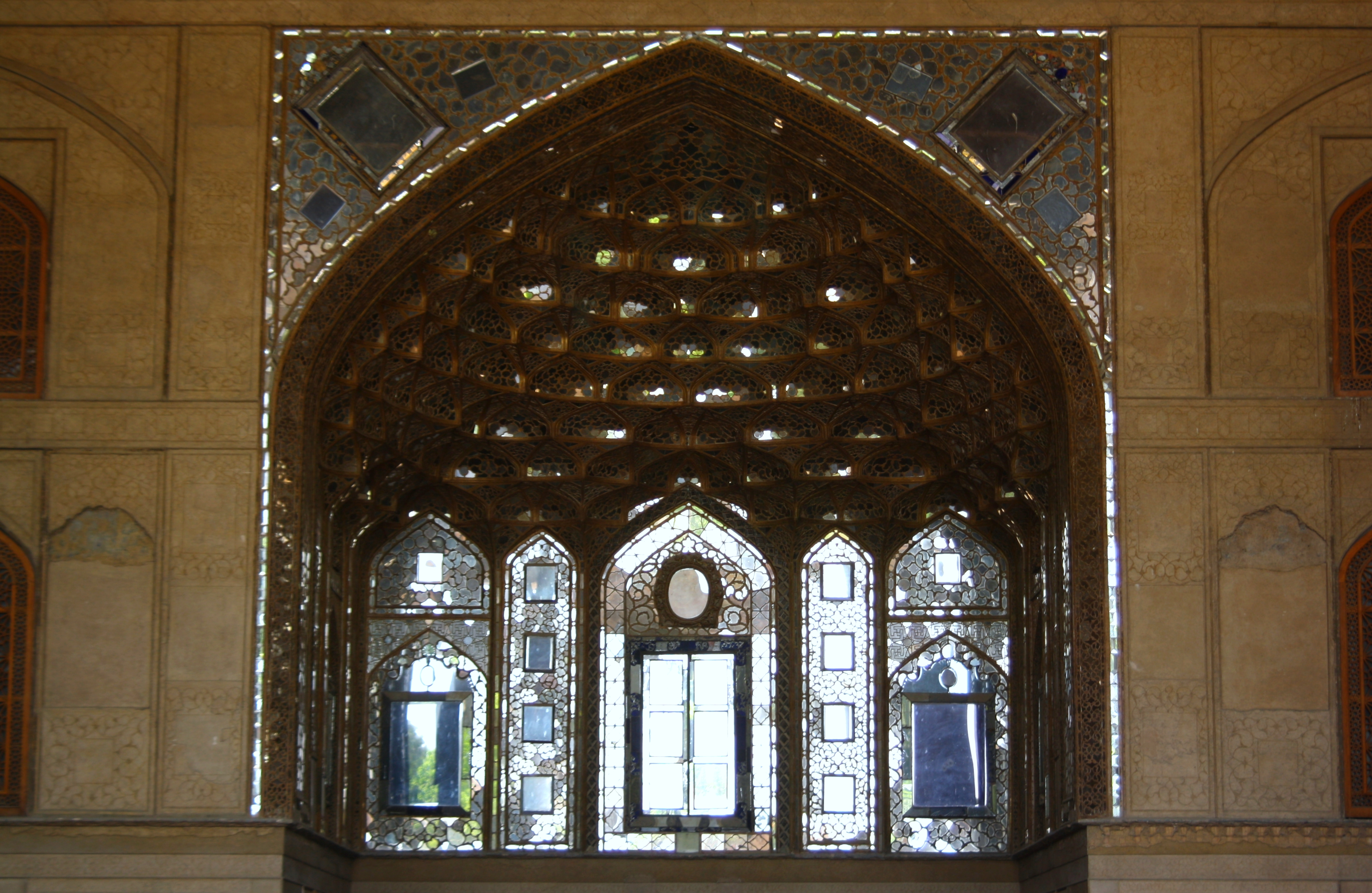
Тронный зал Чехель-сотуна
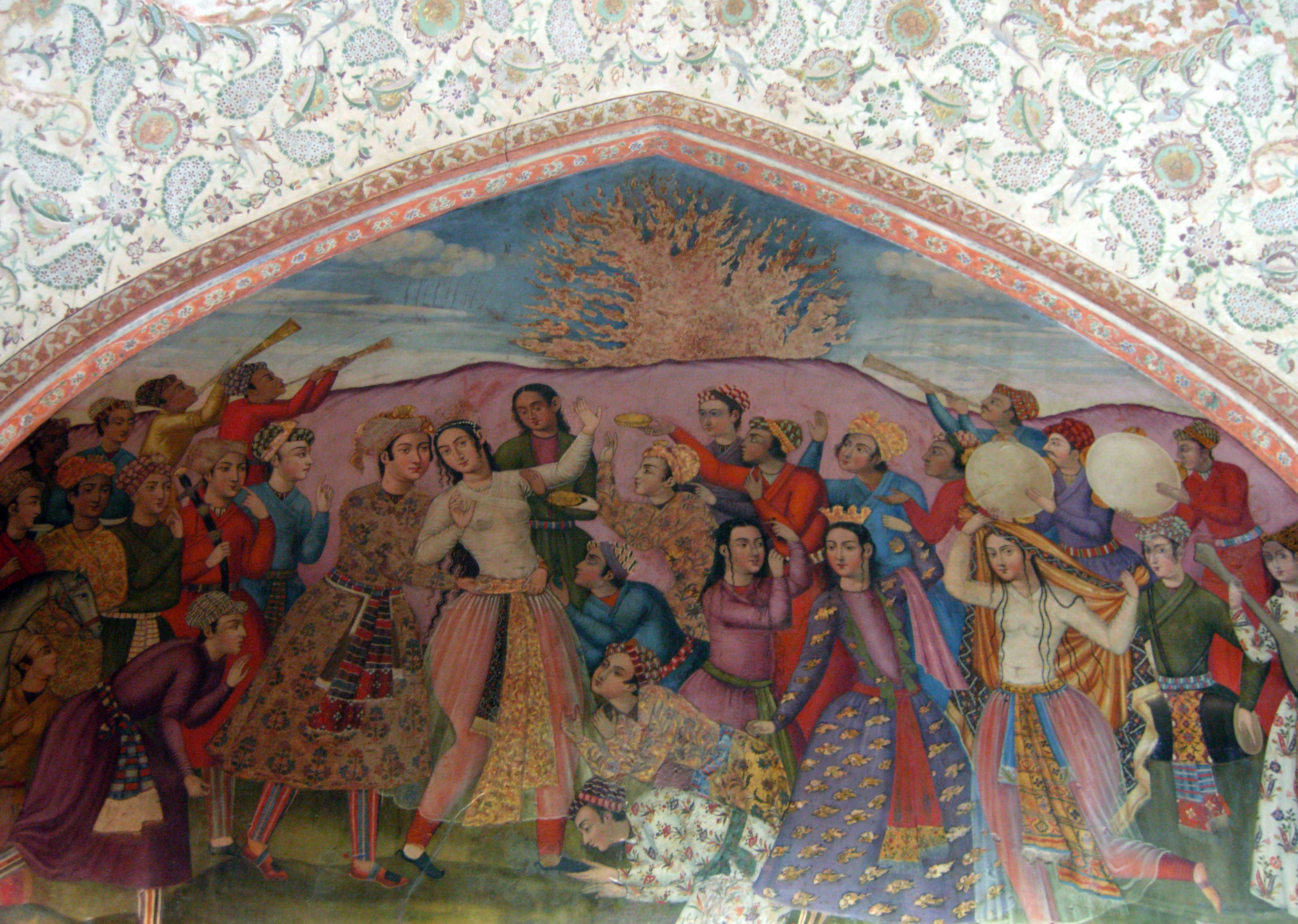
Зал Чехель-сотуна

В фильме задействовано не менее пяти монументальных персидских зданий. Пятничная мечеть и мечеть Имама в Исфахане послужили дворцом Уардана-Зумурруд. Мечеть Имама — место свадебных торжеств, где Зумурруд отомстила своим похитителям и встретила Нуреддина у блюда с рисом. Также в качестве дворца были показаны два реальных дворца: балкон исфаханского дворца Али-Капу виден при подготовке свадебных торжеств, а тронный зал Чехель-сотуна стал царскими покоями. Однако же воротами в город «Уардана» послужили крепостные ворота Саны́, столицы Йемена.
Музыкальный зал Али-Капу предстал перед зрителями в качестве подземной комнаты, где царевич Шахземан нашёл пленницу Демона. Чехель-сотун послужил образом другой подземной комнаты, где царевич Юнан нашёл спрятавшегося 14-летнего царевича, желавшего избежать смерти на своё 15-летие.
Цитадель Мурче-Хорт — место, где Нуреддин уснул в корзине для белья и был пойман тремя девушками для утех.
Съёмки в Исфахане проходили со сложностями: военные выгоняли Пазолини и его группу за приведение в стены мечети Имама ослов и пение там женщин. Эти действия были строжайше запрещены и стоили нескольких дней задержки в съёмках.

#### Непал

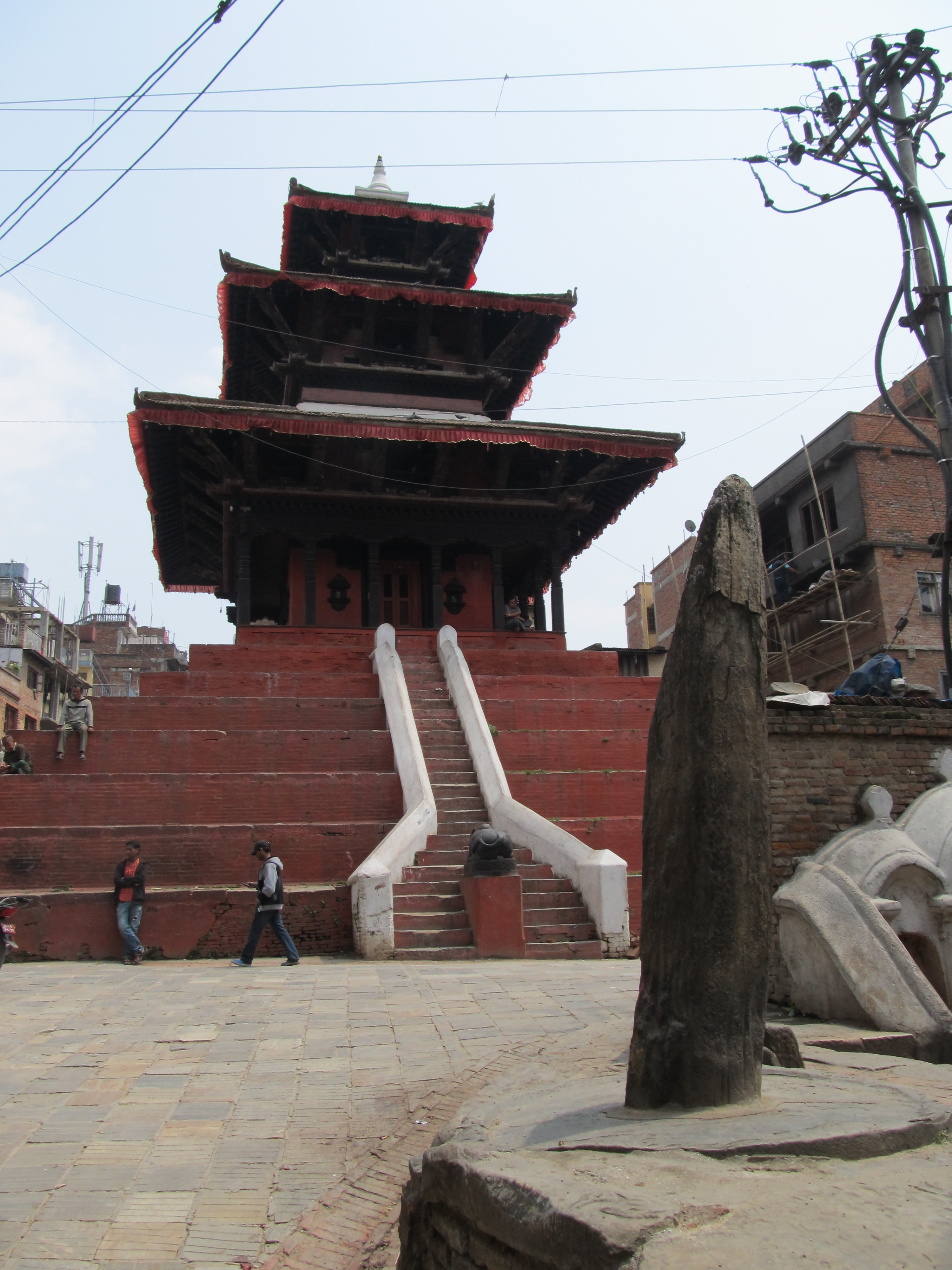
Храм Джайси Дивал
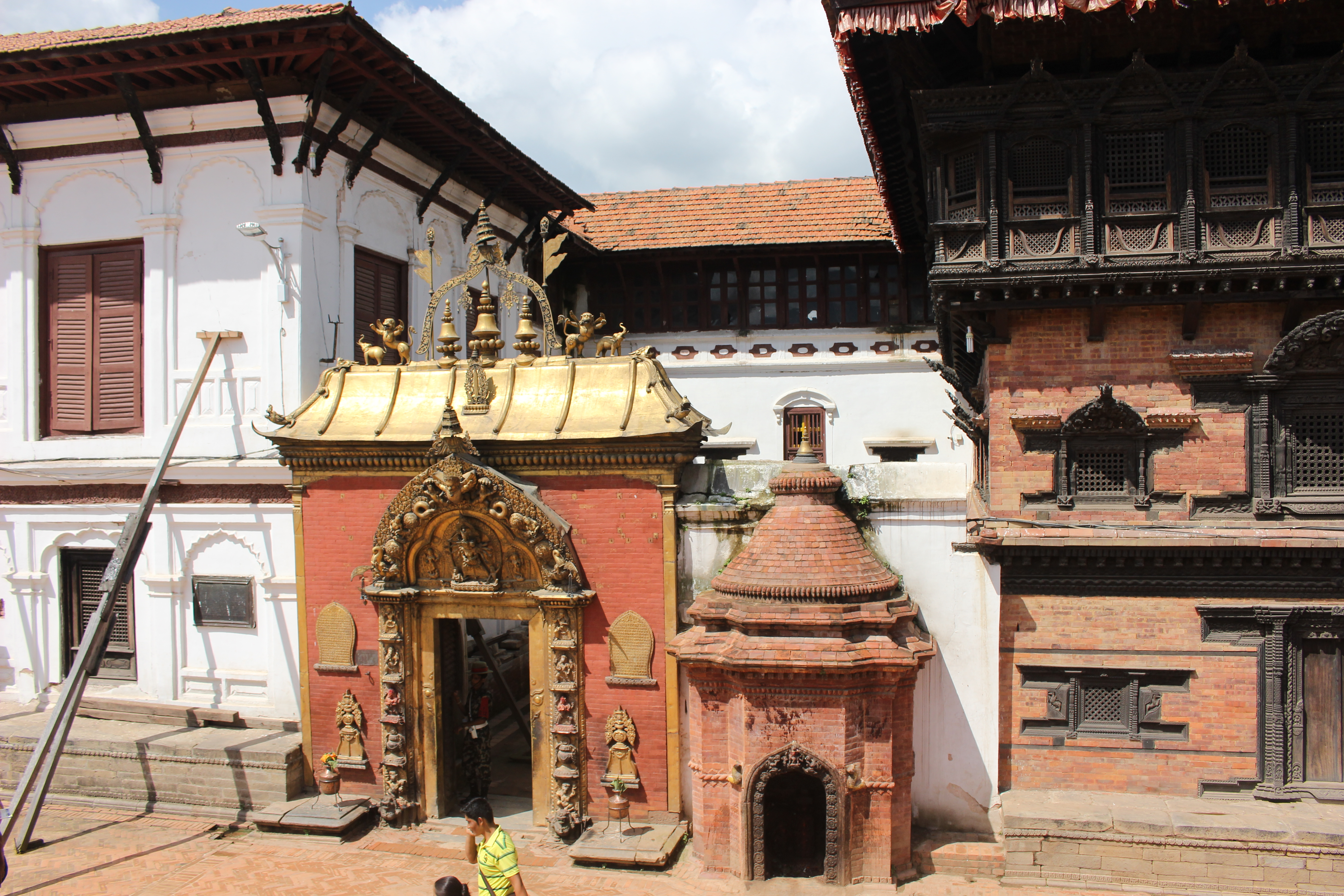
Золотые ворота в Бхактапуре
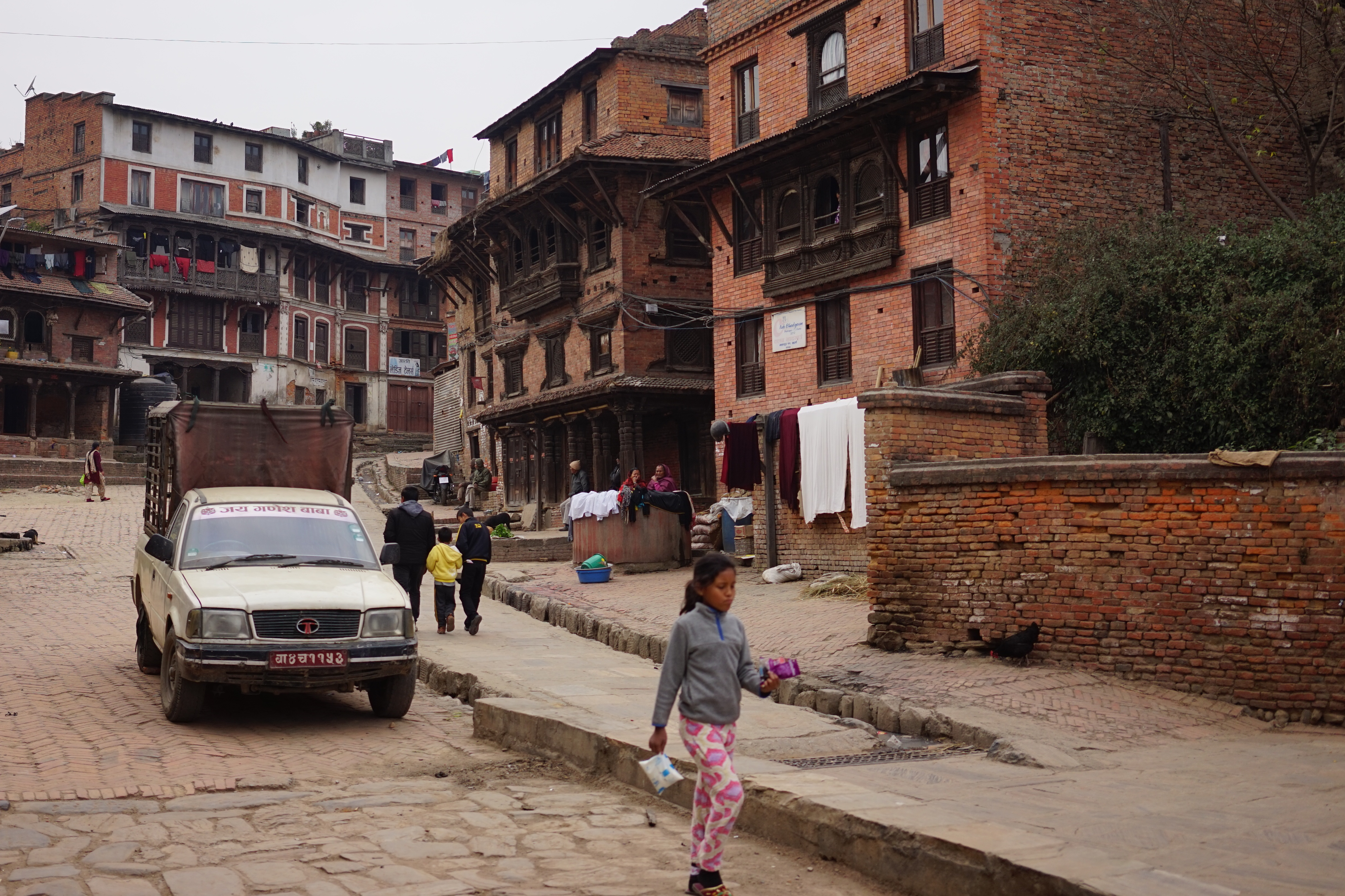
Площадь Бхелукхел (Бхактапур)
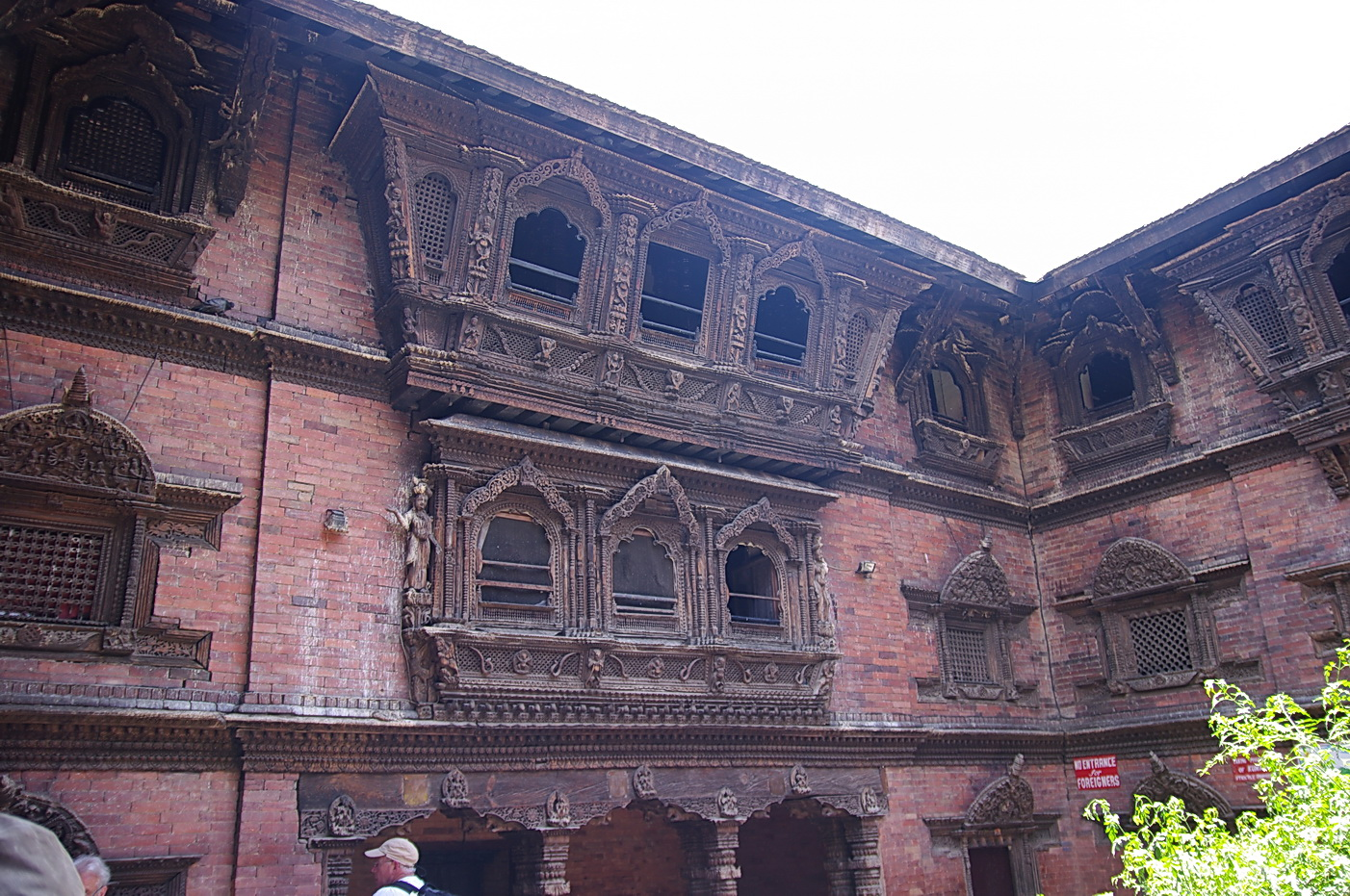
Кумари Бахал (Катманду)

Приключения Юнана начинаются и оканчиваются в Непале. Юнан играет в прятки с детишками в храме Джайси Девал в Катманду и бежит во дворец своего отца на площади Дурбар в Катманду, чтобы сообщить, что он изъявляет желание отправиться за море. Он встречает своего отца омывающимся в утопленной купальне Сундхари Чхок в Патане. По возвращении из своих приключений он порывает со своей царской жизнью на площади Бхелукхел в Бхактапуре.
Царевич Шахземан также завершает свои приключения в Непале. Когда Царь впервые узнаёт о мудреце-обезьяне, это происходит во дворце Кумари Бахал в Катманду. Он приказывает привести мудреца, и проводится процессия во дворец. Парад проходит, среди прочего, мимо Сарасвати Хити в Патане, мимо храма Ашок Бинаяк на площади Дурбар в Катманду, и оканчивается у Золотых ворот на площади Дурбар в Бхактапуре. Шахземан снова становится человеком во дворце Пуджариматх, на площади Даттатрея в Бхактапуре, где он становится нищенствующим.

## Награды
Фильм удостоен Гран-при Каннского кинофестиваля в 1974 году.